# لانس نيكولز
لانس نيكولز (بالإنجليزية: Lance Nichols)‏ هو لاعب كرة قاعدة أمريكي، ولد في 25 يوليو 1939.